# 東員町立東員第二中学校
東員町立東員第二中学校（とういんちょうりつとういんだいにちゅうがっこう）は、三重県員弁郡東員町にある公立中学校。通称「二中（にちゅう）」。生徒数は約300人。

## 概要
- 東員町立城山小学校、東員町立笹尾東小学校、東員町立笹尾西小学校の卒業生が進学している。
- 隣接している桑名市の学校と違い、3学期制である。

## 交通
- 三重交通バス、笹尾東三丁目バス停または笹尾東四丁目バス停より徒歩約5分。
- 東員町オレンジバス、東員第二中学校バス停より徒歩1分。

## 学校行事
- 4月 - 入学式
- 5月 - 新入生歓迎会…生徒会執行部が毎年何を行なうかを決めている。
- 9月 - 体育祭…毎年全校でソーラン節を踊ることが伝統となっている。
- 2月 - 3年生を送る会 合唱祭
- 3月 - 卒業式

## 部活動
- 野球部
- 陸上競技部
- ソフトテニス部
- 男子バスケットボール部
- 女子バスケットボール部
- 卓球部
- 女子バレーボール部
- 吹奏楽部